# Abarsal
Abarsal was een stad in het noorden van het Oude Mesopotamië van de 25e en 24e eeuw v.Chr. De ligging ervan is omstreden.
Aan het einde van de 25e eeuw streden vier machten om de hegemonie in de Jazira: Ebla, Abarsal, Nagar en Mari. Verder waren er Armi(um) (waarschijnlijk Samsat Höyük) en Urkesh (Tell Mozan). In de beschikbare bronnen, het archief van Ebla, spelen zij echter een minder belangrijke rol.
Uit deze archieven blijkt dat eerst Mari Abarsal versloeg in de tijd dat Ebla aan Mari schatting betaalde. Koning Iblul-Il van Mari behaalde (niet later dan begin 24e eeuw) de overwinning bij Zaḫiran. Daarna profiteerde Igrish-Halab van Ebla van de zwakte van Abarsal en versloeg hen.
In de tijd van zijn zoon Irkab-damu versloeg de stad Armi(um) (waarschijnlijk Samsat Höyük) Abarsal opnieuw met goedkeuring van de Eblaïeten. Zij stuurden giften naar de bewindvoerders van Armi en Irkab-damus vizier Arrakum stuurde Ibrium, die later zijn opvolger werd, naar Abarsal om daar iets te doen. Of dit bezoeken, resideren, de stad te bezetten of toezicht houden is niet duidelijk. In Ibriums vierde jaar verwoestte Ibrium echter de velden van Abarsal en bezette hij de stad. En daarna was de rol van Abarsal uitgespeeld.

Uit deze periode stamt ook het tablet TM.75.G.2420 dat als een van de eerste diplomatieke verdragen in de geschiedenis gezien kan worden. Het is een verdrag tussen Ebla en A-BAR.SILAKI. G. Pettinato (1976) leest dit als A-šuryKI oftewel de stad Assur. Maar deze lezing is omstreden, later verworpen en vervangen door de lezing A-bar-sal4KI. 
Een identificatie met Tell Chuera lijkt waarschijnlijker Er zijn echter in Tell Chuera geen schriftelijke bronnen gevonden die deze identificatie bevestigen.